# Mesochorus parvioculatus
Mesochorus parvioculatus là một loài tò vò trong họ Ichneumonidae.